# Jungle Fury Power Rangers
De Jungle Fury Power Rangers zijn een fictief team van superhelden in de televisieserie Power Rangers: Jungle Fury.
Het team bestaat geheel uit leden van de Orde van de Klauw, een organisatie bedreven in een speciale Kungfu-vechtkunst waarbij men de krachten en eigenschappen van dieren gebruikt. Oorspronkelijk kende deze organisatie geen Power Rangers, maar R.J. (de mentor van de rangers) was van mening dat ze alle hulp konden gebruiken bij het verslaan van Dai Shi en zijn Rinshileger. Daarom liet hij de morphers maken (door wie is niet bekend).

## Casey Rhodes
Casey is de Rode Ranger en meester van de tijger-vechtkunst. In tegenstelling tot Theo en Lily was Casey een nieuwkomer op de Academie toen hij werd uitgekozen om de Rode Ranger te worden. Hij nam op het laatste moment de plaats in van Jarrod. Master Mao koos Casey uit omdat hij een andere nieuwe student verdedigde tegen Jarrod.
Casey moest in het begin van de serie nog veel leren over het leiden van het team en twijfelde vaak aan zichzelf. Casey was de laatste van de drie rangers die solotraining kreeg van een nieuwe meester. Hij leerde van Master Finn de Shark Sabers te hanteren, en de haaizord op te roepen.
Toen R.J. de Wolfranger werd, voelde Casey zich aan de kant gezet daar R.J. steeds meer de positie van leider over leek te nemen, en telkens betere ideeën had. R.J. liet Casey inzien dat hij Casey nooit geheel zou kunnen vervangen als leider.
Casey’s grootste angst is het onbekende. Deze angst moest hij overwinnen toen hij, Theo en Lily naar de Spirit World gingen om nieuwe vechttechnieken te leren.
Casey verliest na de komst van de Phantom Beasts zijn tijgergeest aan Whiger, maar blijft desondanks doorvechten. Wanneer hij Whiger het leven red, geeft deze hem zijn geest terug.
Wanneer de rangers hun Master Training moeten ondergaan om te kijken of ze klaar zijn met hun training, slaagt Casey als enige niet voor de test. Dit omdat hij bij Theo en Lilly heeft afgekeken hoe hij de test moet volbrengen. Een Pai Zhuq meester moet zijn zelf weg kennen, en niet op anderen vertrouwen om hem de weg te tonen. Nadat hij getuige is van hoe Jarrod even losbreekt van Dai Shi en Camille red, is hij ervan overtuigd dat Jarrod nog te redden is. Dit terwijl de anderen hem al als verloren beschouwen. Wanneer hij Jarrod redt van Dai Shi, bewijst hij zichzelf alsnog een ware Pai Zhuq meester.
Na de laatste oorlog wordt Casey een leraar aan de academie. Hij volgt Master Mao op.

## Theo Martin
Theo is de Blauwe Ranger. Hij was een student aan de Pai Zhuq-academie en meester in de jaguar-vechtkunst. Hij was een van de zes finalisten die kans maakte om verkozen te worden tot nieuwe bewaker van Dai Shi’s kist. Theo won deze positie door een andere student te verslaan.
Theo’s zwakte is dat hij zeker in het begin nog moest beseffen dat hij niet altijd alles onder controle kon houden. Hoewel hij een formidabele vechter is, dacht hij nog te vaak iets wel alleen aan te kunnen. Ook kon hij zich aanvankelijk maar lastig concentreren op 1 ding tegelijk. Dit veranderde toen hij in de leer ging bij Master Swoop.
Toen de rangers naar de Spirit World vertrokken om nieuwe vechttechnieken te leren, moest Theo zijn grootste angst overwinnen. In zijn geval was dat karaoke zingen voor een groot publiek.
Theo heeft een identieke tweelingbroer genaamd Luen.

## Lily Chilman
Lily is de Gele ranger en meester in de Cheetah-vechtkunst. Ze was een van de zes finalisten die kans maakte om verkozen te worden tot nieuwe bewaker van Dai Shi’s kist. Net als Theo won ze deze positie door een andere finalist uit te schakelen.
Lily was de eerste van de drie rangers die solotraining kreeg, in haar geval van Master Phant. Hij leerde haar de Olifantzord op te roepen en de Jungle Mace te gebruiken.
Tijdens haar reis naar de Spirit World moest Lily haar angst voor spinnen overwinnen om haar Jungle Master Mode te verkrijgen.

## R.J.
R.J. (Robert James) is de mentor van de rangers. Hij runt een pizzeria genaamd "Jungle Karma Pizza". (De bijnaam van deze pizzeria is "Pizza Parlor") De rangers zochten hem op nadat Master Mao was gedood door Dai Shi. Hoewel R.J. er niet zo uitziet, is hij een zeer bedreven vechter. R.J. is tevens het brein achter de krachten van de Jungle Fury Rangers. Hij liet de morphers voor de rangers maken.
R.J. is de zoon van Master Finn, de meester van de haaivechtkunst. Finn wilde dat R.J. zijn opvolger zou worden, maar R.J. kon niet overweg met zijn vaders vechtkunst. Hij trok er daarom op uit om zijn eigen spirit beast te ontdekken, en koos uiteindelijk voor de wolf. Dit leidde lange er wel toe dat R.J. en Master Finn lange tijd niet meer met elkaar spraken.
Voor hij een ranger werd, werd R.J. gevangen door Dai Shi die hem dwong met hem te vechten. R.J. weigerde het gevecht aan te gaan, met als gevolg dat Dai Shi R.J.'s wolfgeest aanviel. Deze aanval had een onverwachte bijwerking, en R.J. begon te veranderen in een weerwolfachtig wezen. Dankzij Fran kon hij terug veranderen, en werd de Wolf Ranger. Als Wolf Ranger draagt R.J. een paars kostuum.

## Dominc Hargan
Dominic is de Rhino Ranger. Hij is een voormalige Pai Zhuq student die er jaren geleden door Master Mao op uit werd gestuurd om zijn eigen pad te vinden. Gedurende zes jaar zwierf Dominic over de wereld, maar slaagde niet in zijn taak.
Uiteindelijk besloot hij R.J. op te zoeken in diens pizzeria, en ontdekte al snel dat R.J. een ranger was. Dit was volgens Dominic het moment waar hij al jaren op wachtte, en hij wilde ook een ranger worden. R.J. stemde uiteindelijk toe, en gaf Dominic een armband die was verbonden met Dominics neushoorn-spirit. De armband veranderde in zijn morpher, en maakte van Dominic de Rhino Ranger.
Als Rhino Ranger vecht Dominic met de techniek van de neushoorn, een van de sterkste vechtkunsten die er bestaat.
Voordat hij zes jaar geleden op zijn reis vertrok, gaf Master Mao Dominic een speciale dolk welke toegang geeft tot de Neushoorn-nexus. Dominic verborg de dolk. Zodra hij de Rhino Ranger is geworden, haalt hij hem weer tevoorschijn. Dankzij de dolk kan hij de Rhino Zord laten ontwaken, die kan veranderen in zijn persoonlijke megazord.
In de serie ontwikkeld hij gevoelens voor Fran. Na het laatste gevecht gaat hij met haar op kampeertocht in Europa.

## Spirit Ranges
De spirit rangers zijn drie unieke rangers, die zijn ontstaan dankzij de Phantom Beasts. De Phantom Beasts namen op bevel van Dai Shi drie meesters van de orde van de klauw: Master Phant, Master Swoop en Master Finn, gevangen. Daarna gebruikten ze de crystal eyse en hun gevangenen om de Spirit Rangers te maken.
De drie meesters veranderen niet zelf in rangers; hun dier-spirits doen dat. De spirit rangers worden telepathisch bestuurd door de meesters. De meesters vechten, en de spirit rangers doen hun bewegingen na.
Toen de meesters nog gevangen waren door Dai Shi vochten de Spirit Rangers tegen de andere rangers. Uiteindelijk kwam R.J. met een manier om de Spirit Rangers te verslaan. Hij paste een wapen van de rangers aan zo dat de spirit van de spirit rangers kon vernietigen. De rangers gebruiken het op de shark ranger (Master Finn). De vernietiging van de Shark Ranger zorgde ervoor dat Master Finn werd opgesloten in de Crystal Eye waarmee zijn Spirit Ranger was gemaakt. R.J. bemachtigde dit Crystal Eye dankzij Flit, en kon zijn vader bevrijden. Daarna werkten de twee samen om Master Phant en Master Swoop te redden. Nadien hebben de Spirit Rangers zich aangesloten bij overige Rangers.
De Spirit Rangers zijn:

### Master Phant / Elephant Spirit Ranger
Master Phant is een voormalig lid van de Orde van de Klauw, die nu een teruggetrokken bestaan leidt. Aanvankelijk wilde hij niets met de oorlog tegen Dai Shi te maken hebben. Hij leerde Lily de Jungle Mace te gebruiken en de Olifantzord op te roepen.
Zijn Spirit Ranger is de Elephant Ranger: een ranger in de kleuren wit en groen. Deze Elephant Ranger vecht eveneens met de Jungle Mace.
Nadat Master Phant is bevrijd, kan zijn Spirit Ranger ook worden opgeroepen door Lily.

### Master Swoop / Bat Spirit Ranger
Master Swoop is een blinde meester in de vleermuisgevechtskunst. Hij was voorheen RJ's mentor, en leerde hem te vechten zonder te kunnen zien. Toen hij zijn debuut maakte in de serie, nam hij Theo onder zijn hoede. Hij leerde hem zich kon focussen op 1 ding tegelijk. Tevens leerde hij hem de Jungle Fan te gebruiken, en de vleermuiszord op te roepen.
Zijn Spirit Ranger is de Bat Ranger: een ranger in de kleuren zwart en wit. De Bat Ranger vecht eveneens met de Jungle Fan.
Nadat Master Swoop is bevrijd, kan zijn Spirit Ranger ook worden opgeroepen door Theo.

### Master Finn/ Shark Spirit Ranger
Master Finn is de vader van RJ, en een meester in de haaigevechtskunst. Hij wilde dat RJ de volgende haaimeester zou worden, en was aanvankelijk erg teleurgesteld dat RJ de wolfgevechtskunst verkoos. Dit zorgde ervoor dat R.J. en zijn vader lange tijd niet op goede voet met elkaar stonden. Master Finn leerde zijn vaardigheden aan Casey. Zo leerde hij hem de Shark Sabers te gebruiken. Pas nadat hij inzag dat R.J. ook een goede meester was legden de twee het bij.
Master Finns Spirit Ranger is de Shark Ranger: een ranger in de kleuren wit en lichtblauw. De Shark Ranger vecht ook met de Shark Sabers.
Master Finn was de eerste van de meesters die werd bevrijd van Dai Shi. Hij bleek zich al voor de komst van de Phantom Beasts te hebben voorbereid op wat er ging komen. De nacht dat de Phantom Beasts werden bevrijd uit hun Crystal Eyes, ving Master Finn wat van het sterrenlicht dat hiervoor nodig was in zijn telescoop. R.J. gebruikte dit licht later om Master Finn te bevrijden uit zijn Crystal Eye.
Nadat Master Finn is bevrijd, kan zijn Spirit Ranger ook worden opgeroepen door Casey.